# ريتشارد بيكر (موزع)
ريتشارد بيكر (بالإنجليزية: Richard Baker)‏ هو موزع وملحن بريطاني، ولد في 1972 في Dudley ‏ في المملكة المتحدة.

## وصلات خارجية
- ريتشارد بيكر على موقع ميوزك برينز (الإنجليزية)